# Darkwatch
Darkwatch (também conhecido como Darkwatch: Curse of the West) é um jogo eletrônico de tiro em primeira pessoa de 2005 que foi lançado para o PlayStation 2 e Xbox. Ele foi desenvolvido pela High Moon Studios (antigamente Sammy Studios) e publicado pela Capcom nos Estados Unidos e pela Ubisoft na Europa e na Austrália.
O jogo mistura os gêneros de western, terror e steampunk, contando a história de Jericho Cross, um pistoleiro fora da lei na fronteira americana do final do século XIX que foi transformado em vampiro e recrutado à força pela organização secreta de caça a monstros para lutar contra forças sobrenaturais. O sistema de jogabilidade de Darkwatch é uma reminiscência de Halo: Combat Evolved.[carece de fontes?]
Darkwatch foi recebido com uma recepção geralmente positiva da crítica especializada, sendo aclamado em particular para o seu ambiente relativamente único de velho oeste e terror. O jogo foi acompanhado por uma extensa campanha promocional e foi planejado para ser o primeiro jogo de uma nova franquia de mídia, mas a sua sequência foi cancelada em 2007 e a sua adaptação cinematográfica permanece em "inferno de desenvolvimento".

## Enredo

### História
A história do jogo (narrado por Peter Jason) segue um pistoleiro fora da lei chamado Jericho Cross que trabalha para uma antiga organização que caça seres sobrenaturais conhecida como Darkwatch. Depois de involuntariamente libertar o maior inimigo da Darkwatch, um lorde vampiro chamado Lazarus Malkoth, Jericho é recrutado para a Darkwatch como um membro de elite. Jericho, no entanto, está se transformando lentamente em um vampiro, como resultado de ser mordido por Lázaro. O jogo descreve a luta de Jericho para salvar a humanidade da maldição de Lazarus ou seu declino para o mal e a escuridão, dependendo das ações do jogador.

### Personagens
- Jericho Cross (voz de Christopher Corey Smith)
- Cassidy Sharp (voz de Jennifer Hale)
- Tala (voz de Rose McGowan)
- Lazarus (voz de Keith Szarabajka)
- Clay Cartwright (voz de Michael Bell)
- Jenkins
- Shadow

- Reaper
- Gunslinger
- Banshee
- Oozer
- Kegger
- Sniper
- Viper
- Bandito
- Brave

## Ligações Externas
- Darkwatch. no IMDb.
- Darkwatch no MobyGames